# Sierra de Albarracín
Pour l’article homonyme, voir Sierra de Albarracín (massif).
La Sierra de Albarracín est une comarque aragonaise située dans la province de Teruel, en Espagne. Son chef-lieu est Albarracín. Elle abrite le massif montagneux éponyme, la sierra de Albarracín.

## Aire protégée
- Paysage protégé de Pinares de Rodeno

## Communes
| Nom                    | Population (2002) | Population (2005) |
| ---------------------- | ----------------- | ----------------- |
| Albarracín             | 1.028             | 1.054             |
| Bezas                  | 68                | 74                |
| Bronchales             | 474               | 446               |
| Calomarde              | 73                | 73                |
| Frías de Albarracín    | 154               | 157               |
| Gea de Albarracín      | 448               | 424               |
| Griegos                | 126               | 135               |
| Guadalaviar            | 279               | 274               |
| Jabaloyas              | 77                | 87                |
| Monterde de Albarracín | 60                | 57                |
| Moscardón              | 55                | 54                |
| Noguera de Albarracín  | 166               | 155               |
| Orihuela del Tremedal  | 645               | 605               |
| Pozondón               | 83                | 88                |
| Ródenas                | 85                | 87                |
| Royuela                | 229               | 221               |
| Rubiales               | 59                | 54                |
| Saldón                 | 35                | 32                |
| Terriente              | 173               | 177               |
| Toril y Masegoso       | 29                | 31                |
| Torres de Albarracín   | 158               | 146               |
| Tramacastilla          | 130               | 130               |
| Valdecuenca            | 43                | 39                |
| Villar del Cobo        |                   |                   |
| El Vallecillo          | 53                | 59                |